# Trebacosa brunhesi
Trebacosa brunhesi is een spinnensoort in de taxonomische indeling van de wolfspinnen (Lycosidae).
Het dier behoort tot het geslacht Trebacosa. De wetenschappelijke naam van de soort werd voor het eerst geldig gepubliceerd in 2007 door Villepoux.